# Dokumentenscanner
Dokumentenscanner sind Scanner, die der Erfassung und Digitalisierung papierbasierter Dokumente dienen. Sie werden überall dort eingesetzt, wo Dokumente oder Belege digital archiviert oder für digitale Workflows verfügbar gemacht werden sollen. Oft geht es dabei um große Dokumentenmengen, die in möglichst kurzer Zeit erfasst werden sollen. Den Erfassungsprozess bezeichnet man als Scannen oder Digitalisierung.

## Eigenschaften

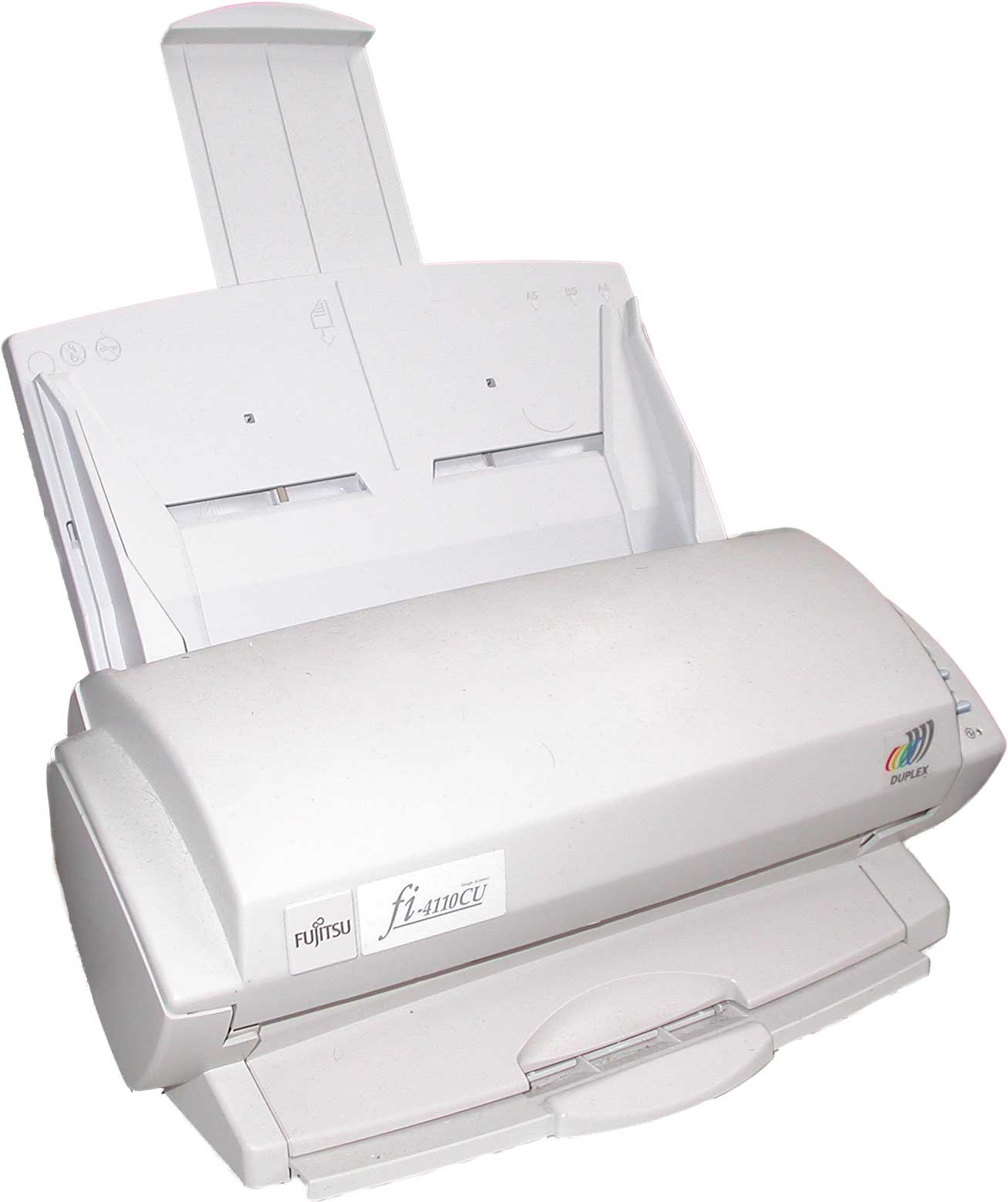
Fujitsu fi-4110CU Dokumentenscanner

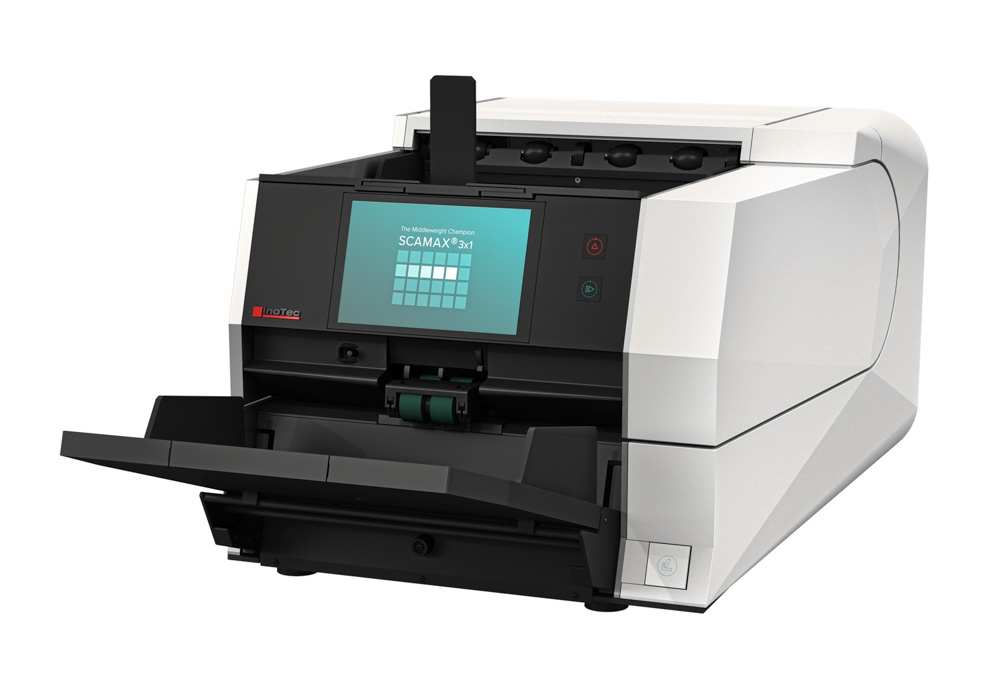
Dokumentenscanner/Produktionsscanner des Typs InoTec SCAMAX 3x1

Die Dokumentenscanner sind meist als Einzug- bzw. Durchzugscanner ausgeführt und ziehen automatisch je nach Ausführung lose Dokumente von Stapeln zwischen 50 und 1000 Blatt ab. Meist werden die Dokumentvorderseite sowie die Dokumentrückseite in einem Scan-Durchgang verarbeitet (Duplex). Für das Scannen von gebundenen Dokumenten kommen Flachbettscanner und Aufsichtscanner sowie eine Kombination von Durchzug- und Flachbettscanner zum Einsatz.
Die optische Auflösung von Dokumentenscannern liegt in der Regel bei 600 ppi, wobei für das Scannen von Textdokumenten in der Regel 200 ppi bis 300 ppi genügen. Anhand der erzeugten Images (Scans) kann mittels nachgelagerter Software optische Texterkennung respektive Handschrifterkennung (Optical Character Recognition) erfolgen, sodass der Text erkannt und in eine editierbare Version umgewandelt werden kann.

### Scan-Geschwindigkeit und Durchsatz
Die Scan-Geschwindigkeit ist die theoretische Geschwindigkeit, mit der der Scanner Dokumente abzieht und verarbeitet. Dieser Prozess ist unter anderem abhängig von der gewählten Auflösung und der Beschaffenheit des Dokuments. Für eine effiziente Digitalisierung ist der tatsächliche Durchsatz in der Praxis entscheidend.
Der Durchsatz ist das Produkt aus Geschwindigkeit und Laufzeit; entscheidend für einen hohen Durchsatz ist, dass der Betrieb des Scanners über Stunden hinweg unterbrechungsfrei bei einer hohen Scangeschwindigkeit gewährleistet ist. Ein hoher Durchsatz wird unter anderem durch einen zuverlässigen Papiereinzug, eine angemessene Benutzerfreundlichkeit sowie eine hochwertige Bildqualität ermöglicht.
Der Durchsatz sowie die Geschwindigkeit werden von verschiedenen Scanner-Herstellern in unterschiedlichen Einheiten angegeben. Diesbezüglich gilt „ppm“ („pages per minute“) als am aussagekräftigsten, da „pages“ dem deutschen „Blatt“ (mit zwei Seiten) entspricht. Bei Scannern für den Arbeitsplatz liegen die Geschwindigkeitswerte bei 25 bis 80 DIN-A4-Blatt/Minute beziehungsweise ppm. Bei zentralen Hochleistungssystemen können bis zu 500 DIN-A4-Blatt/Minute beidseitig erfasst werden.

### Kameratechnik
Manche Scanner korrigieren Bildfehler bereits auf einem im Scanner befindlichen Image Processing Board, sodass zum Beispiel schräg eingezogene Dokumente gerade gerechnet oder Leerseiten erkannt werden. Kleinere Geräte arbeiten mit CIS-Kameratechnik, leistungsstärkere Geräte (die beispielsweise über Schärfentiefe verfügen) in der Regel mit CCD- und CMOS-Technik.

### Bildqualität
Die Bildqualität trifft Aussagen über die Originaltreue der digitalen Reproduktion (Scan) einer analogen Vorlage. Die Qualität des Scans muss hierfür messbar sein und objektiv beurteilt werden können – dies geschieht anhand bestimmter Standards, die mittels verschiedener Kriterien gemessen werden. Als Qualitätskriterien gelten zum Beispiel die Farbtreue sowie die tatsächliche physikalische Auflösung. Eine gute Bildqualität sorgt für weniger Re-Scans, eine höhere Effizienz in nachfolgenden Prozessen (wie etwa OCR-Anwendungen) und einen höheren Tagesdurchsatz.
Als Qualitätsbeurteilung gelten die von der FADGI (Federal Agency Digitization Guidelines Initiative; ab Sommer 2024 in den USA verpflichtend) herausgegebenen Richtlinien sowie der ISO-Standard 19264-1, wobei für die Qualitätsbeurteilung unterschiedliche Testcharts eingesetzt werden – ISO berücksichtigt überwiegend das Thema Farbtreue, FADGI die Auflösung.
Damit ein Scanner den Digitalisierungsstandards genügt, muss er regelmäßig kalibriert werden. Neuere Modelle können direkt vom Anwender kalibriert werden. Nach erfolgter Kalibrierung kann mittels eines Testcharts sowie einer Software für die Bildanalyse geprüft werden, ob die Standardvorgaben erfüllt sind.

### Schnittstellen und Bedienung
Die Standard-Schnittstellen für die Datenübertragung an das angeschlossene Computersystem sind USB beziehungsweise Micro-USB. Des Weiteren können manche Geräte über LAN- oder WLAN verbunden werden.
Die Sensoren des Scanners kontrollieren den Papierfluss im Scanner. Außerdem vermessen sie die zu scannenden Blätter und gewinnen so Informationen über die Größe und Lage des jeweiligen Dokuments. Der Scanstart erfolgt im Normalfall über den Scanner-Treiber, wobei die Steuerung über TWAIN oder andere Schnittstellen am Bildschirm des PCs geleistet wird. Manche Geräte können per App oder direkt per Taste gestartet werden. Neuere Geräte bieten meist einen Touchscreen, über den Einstellungen – oftmals mittels einer intelligenten Benutzerschnittstelle mit beispielsweise Piktogrammen – vorgenommen werden. Diese Usability trägt dazu bei, den Durchsatz des Scanners zu steigern.

## Anwendungsgebiete
Der Einsatz erfolgt oft in einem engen Zusammenspiel mit einer entsprechenden Software für elektronische Archivierung, Enterprise-Content-Management-Systemen oder Dokumentenmanagement. Häufig kommen zusammen mit dem Dokumentenscanner ausgewählte Softwareanwendungen wie Qualitätskontrolle, Bildverbesserung, Texterkennung und andere Dokumenten-Technologien zum Einsatz.
Weitverbreitete Anwendungsgebiete für Dokumentenscanner sind u. a. die Posteingangsbearbeitung, die Erfassung von Lieferscheinen sowie die Lohndaten- und Protokollerfassung. Zudem werden Dokumentenscanner und Hochleistungsscanner für die digitale Archivierung von großen Mengen an Dokumenten (etwa Post, Zahlungsverkehrsbelege oder Wahl- und Abstimmungszettel) verwendet, wobei eine Auswertung nach definierten Kriterien getroffen werden kann und die Dokumente dementsprechend sortiert werden.
Eine weitere Anwendungsmöglichkeit besteht in der Archiv- und Aktendigitalisierung, wobei große papierbasierte Archive und Altakten elektronisch erfasst werden – mitunter in einem vorgegebenen Zeitraum. Zudem werden Dokumentenscanner zur Belegerfassung eingesetzt, bei der formatierte Informationsträger (wie z. B. Multiple Choice Tests) in Papierform digital erfasst werden.

## Dokumentenscanner-Typen

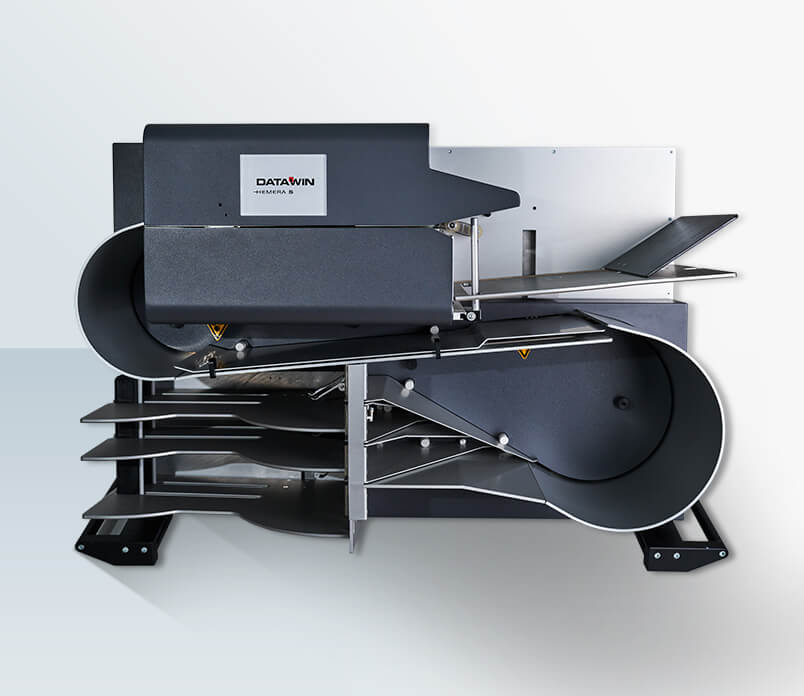
DATAWIN Hemera S, anwendungsspezifischer Dokumentenscanner für Wahlscheine

Dokumentenscanner-Typen können nach dem Anwendungsumfeld und dem damit einhergehenden Tagesvolumen an zu scannenden Dokumenten klassifiziert werden. Die kleineren Arbeitsplatzscanner werden meist von nur einer Person verwendet, um kleine Mengen an Unterlagen direkt am Arbeitsplatz zu digitalisieren. Des Weiteren werden Workgroupscanner angeboten, die beispielsweise für die Posteingangsbearbeitung eingesetzt werden. Ein weiterer Dokumentenscanner-Typ sind Produktionsscanner, die als zentrale Scanstation unter einer hohen Auslastung genutzt werden.
Eine weitere Variante des Dokumentenscanners sind Sonderanfertigungen, wie beispielsweise Hochleistungsscanner für die Auswertung von Wahlzetteln. Hybride Scansysteme kombinieren darüber hinaus verschiedene Dokumentenscannertypen (beispielsweise werden diese Scanner für die digitale Sicherung von historischen Dokumenten eingesetzt).

## Qualitätsmerkmale
Die Qualitätsmerkmale, anhand derer ein Dokumentenscanner geprüft werden kann, beziehen sich unter anderem auf die Gesamtbetriebskosten, die Nachhaltigkeit des Gerätes und weitere Merkmale, wie etwa die Bauweise des Scanners und dessen Bedienung.

### TCO
Ein Gütekriterium ist die TCO des Gerätes. Die Gesamtbetriebskosten geben Auskunft über die Kosten für Verschleiß- und Ersatzteile sowie die Lebensdauer der eingesetzten Komponenten unter Berücksichtigung der Wartungsfreundlichkeit des Gerätes. Ein Scanner mit niedrigen Gesamtbetriebskosten ist so konstruiert, dass die Ausstattung an wachsende technische Anforderungen angepasst werden kann. Die TCO umfasst darüber hinaus die Lebensdauer des Gerätes, die Energieeffizienz, den Einsatz von Verschleißteilen sowie die Möglichkeit, Wartungsarbeiten ohne Technikereinsatz vornehmen zu können. Im Rahmen von ausreichend langen Testsetups kann die TCO eines Dokumentenscanners festgestellt werden.

### Update- und Upgradefähigkeit sowie Nachhaltigkeit des Gerätes
Im Rahmen von Upgrades kann beispielsweise eine neue Kamera in das vorhandene Gerät eingebaut oder die Beleuchtung durch LEDs ausgetauscht werden. Die Möglichkeit des Komponentenaustauschs kann außerdem durch die Nachrüstung der Software ergänzt werden. Des Weiteren sind für die Beurteilung der Nachhaltigkeit des Gerätes die verwendeten Materialien (Plastik oder wiederverwertbare Materialien sowie die Möglichkeit von Refurbishment) entscheidend.

### Weitere Gütekriterien
Neben dem Durchsatz des Scanners sowie der ergonomischen Bauweise und Benutzerfreundlichkeit des Gerätes ist die Anzahl der Aussteuerfächer ein weiteres Qualitätsmerkmal von Dokumentenscannern. Die Aussteuerfächer ermöglichen, dass das Scanmaterial nicht nur digitalisiert, sondern auch gegebenenfalls sortiert werden kann. Entscheidend ist ebenso, ob die Sortierkriterien wählbar sind (also etwa Sortierung nach Formaterkennung, Barcode- oder Patchcode-Erkennung).
Ein weiteres Qualitätskriterium ist die Fähigkeit eines Scanners, heterogenes Beleggut zu verarbeiten. Darüber hinaus muss der Papiereinzug sicher sowie der Bandtransport papierschonend sein. Ein Scanner kann außerdem vor Heftklammern geschützt werden, indem im Scanbereich besonders kratz- und bruchsicheres Glas verwendet wird.
Als Qualitätskriterium gilt des Weiteren die Bildbearbeitung im Scanner, wobei beispielsweise Belege begradigt, Helligkeits- und Kontrastwerte bearbeitet und schwarze Ränder entfernt werden können.
Ein weiteres Gütekriterium ist der gerade Papierdurchlauf. Ein Scanner mit geradem Papierdurchlauf bietet die Möglichkeit, die Dokumente vorne einzuziehen und sie hinten (Scannerrückseite) wieder auszugeben. Darüber hinaus ist es durch den geraden Papierdurchlauf möglich, dickere sowie empfindlichere Dokumentenarten zu verarbeiten.

## Belege
1. 1 2 3 4 5 6 7 8 9 10 11 12 13  Strecke machen ... über einen langen Zeitraum. In: DOK.magazin. 1. November 2020 (inotec.eu).
2. ↑  Sabine Kuza: Digitalisieren ist mehr als nur Einscannen. In: Kölner Stadt-Anzeiger. 29. Januar 2022.
3. ↑  Henning Steier: Iriscan Desk 6: Fotografieren statt scannen. In: NZZ am Sonntag. 11. Juni 2022, abgerufen am 21. November 2023.
4. 1 2  Rudolf Opitz: Scanner für Spezialisten. Für jede Digitalisieraufgabe der richtige Scanner. In: c’t. Nr. 6, 2019, S. 138–141.
5. ↑  Sven Kloevekorn: Die besten Scanner: Test 01/2024. In: Frankfurter Allgemeine Zeitung. 13. Oktober 2023, abgerufen am 12. Januar 2024.
6. 1 2 3 4  Jürgen Neitzel: Scanlösung in einem Digitalisierungs-Hochleistungszentrum. In: DOK.Magazin. 27. Januar 2022, abgerufen am 13. November 2023.
7. 1 2 3 4 5  Peter Schrittenlocher: So finden Sie den richtigen Produktionsscanner: 8 Praxis-Tipps. In: is report. März 2020, S. 13 f. (isreport.de [PDF; 13,3 MB]).
8. 1 2 3 4  Bei all unseren Scannern lassen sich sämtliche Komponenten upgraden. In: Is Report. 10. Januar 2019 (inotec.eu).
9. ↑  Rudolf Optiz: Gedrucktes lebt. Drucker und Scanner: Rück- und Ausblick. In: c’t. Nr. 27, 2022, S. 34–41.
10. 1 2 3 4  Digitalisierungsstandards: Scannerqualität messbar machen. In: Postmaster Magazin. 23. Juni 2021 (inotec.eu).
11. ↑  Meet Federal FADGI Requirements with Kodak Alaris. In: Kodak Alaris. Abgerufen am 21. November 2023 (amerikanisches Englisch).
12. 1 2 3  Marina Buck: 9 Dokumentenscanner im Test & Vergleich 2023. In: Stern. 2023, abgerufen am 14. November 2023.
13. 1 2 3 4  Peter Schrittenlocher: Portable Hochleistungsscanner – die kosteneffiziente Alternative zur Scanstraße? In: DOK.magazin. 13. September 2021 (datawin.de).
14. ↑  Eva-Maria Spiller: Biete 8 bald bezugsbereit, neue Zuweisungen angekündigt. In: Ruhr Nachrichten. 24. September 2021.
15. ↑  Kleine Geräte für den Desktop ergänzen zunehmend die zentralen Hochleistungssysteme. Unterlagen-Scanner rücken in Reichweite der Info-Worker. In: Computer Zeitung. Nr. 37, 2006, S. 14.
16. 1 2  A new middleweight champion? In: Document Manager. 8. August 2023, abgerufen am 13. November 2023.
17. ↑  Peter Schrittenlocher: Zukunft der Dokumentenarchivierung – ist Papier verzichtbar? In: DOK.magazin. 11. November 2021 (datawin.de).
18. ↑  „Papier stirbt nicht“: EMD digitalisiert Papierströme. In: Oberösterreichische Nachrichten. 27. Dezember 2018, abgerufen am 14. November 2023.
19. ↑  Interview zum Launch des neuen SCAMAX 3×1. In: Postmasters Magazin. Nr. 1, 2023 (inotec.eu).
20. ↑  Auf höchstem Niveau. In: BIT Magazin. 8. Januar 2019 (inotec.eu).
21. 1 2 3  InoTec SCAMAX 8x1: Aktenscannen mit hoher Produktivität. In: egovernment.de. 17. Dezember 2018, abgerufen am 21. November 2023.
22. ↑  Jürgen Neitzel: InoTec SCAMAX 8x1: ab dem 4. Quartal verfügbar. Hochleistungsscanner für Behörden. In: EGovernment – Verwaltung Digital. 22. September 2014.